# Комаріхинська сільська рада
Комарі́хинська сільська рада (рос. Комарихинский сельский совет) — сільське поселення у складі Шипуновського району Алтайського краю Росії.
Адміністративний центр та єдиний населений пункт — село Комаріха.

## Населення
Населення — 963 особи (2019; 1081 в 2010, 1200 у 2002).